# Orfelia affinis
Orfelia affinis är en tvåvingeart som först beskrevs av Enrico Adelelmo Brunetti 1912.  Orfelia affinis ingår i släktet Orfelia och familjen platthornsmyggor. Inga underarter finns listade i Catalogue of Life.